# Burstow
Burstow est une paroisse civile et un village du Surrey, en Angleterre.